# Тармо Мітт
Тармо Мітт (англ. Tarmo Mitt, нар. 22 травня 1977, Тарту, Естонія) — естонський стронгмен. З 2005 по 2008 роки він повсякчас брав участь у змаганні за звання Найсильнішої людини світу, однак до топ-3 жодного разу не потрапив. П'ятиразовий переможець національного змагання Найсильніша людина Естонії.

## Життєпис
У віці 20 років він розпочав силові тренування та свої перші виступи. Вже за два роки він виграв національну першість зі стронґмену. У 2005 році вперше отримав запрошення до участі у змаганні за звання Найсильнішої людини світу. Такі запрошення надходили аж до 2008 року. Однак жодного разу за весь час свої виступів він не зміг піднятися вище шостого місця.
Також він чотири рази вигравав змагання, улаштовані Міжнародною спілкою стронгменів (WSF World Cup Belarus та belAZ Strongman Cup).

## Особисті показники
- Присідання з вагою: 320 кг
- Вивага лежачи : 225 кг
- Мертве зведення : 335 кг